# Дом-музей Левитана
Дом-музей Исаака Ильича Левитана — музей, посвящённый художнику Исааку Ильичу Левитану. Расположен в городе Плёсе Ивановской области. Является частью Плёсского государственного историко-архитектурного и художественного музея-заповедника.

## История

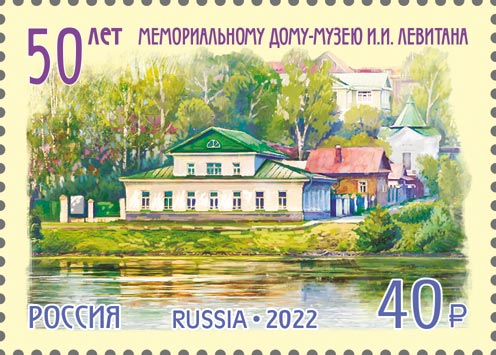
Почтовая марка России 2022 года. 50 лет Мемориальному дому-музею И. И. Левитана

Впервые Левитан побывал в Плёсе весной 1888 года вместе со своими друзьями художниками Софьей Кувшинниковой и Алексеем Степановым.  В 1888 году Левитан жил в Заречье в мезонине небольшого каменного дома. Здесь же снимала комнату его спутница — художница С. П. Кувшинникова. Несколько позднее Левитан запечатлел этот уголок на своей картине «Ветхий дворик».
На следующее лето, в 1889 году, Левитан поселился в слободе Заречье, в и поныне сохранившимся большом старинном двухэтажном каменном здании (бывший дом  Солодовникова), принадлежавшее тогда купцу Грошеву. Во втором этаже этого дома Левитан снимал залу.    
Очередная поездка Левитана на Волгу состоялась летом 1890 года.  Из Плёса Левитан ездил в Кострому, Кинешму, Юрьевец. Впечатления от Кривоозерского монастыря под Юрьевцем, Троицкого церковного ансамбля в Плёсе, переплетясь с воспоминаниями о подмосковной Саввиной слободе, породили темы картин «Тихая обитель» и «Вечерний звон». С. П. Кувшинникова вспоминала о том, как долго вынашивал Левитан мотив картины «Тихая обитель». За это время Левитаном было написано много замечательных работ непосредственно на натуре или позднее по памяти. Среди них более двадцати картин и множество этюдов, которые, по словам Михаила Нестерова: «Послужили основой для настоящей известности И. И. Левитана». По свидетельству писателя Г. Т. Северцева-Полилова, встречавшегося с Левитаном в Плесе это лето  художник прожил в доме, принадлежавшем Философовым.      
Культурная общественность знала о Левитане и мечтала об увековечивании в Плёсе памяти художника, открывшего миру поэтический образ этого до него мало кому известного «заштатного» городка. Николай Павлович Смирнов в очерке «Художник» в 1919 году писал: «Я думаю Плес стал известным через Левитана. И неужели Плес ничего не даст памяти своего поэта? Правда, я слышал, что по инициативе молодежи гору «Над вечным покоем» (историческое её название Петропавловская) решено назвать горой Левитана, но ведь этого недостаточно. Хорошо было бы устроить имени Левитана <…> музей». Для этой цели Н. П. Смирнов предлагает использовать (отремонтировав) дом на западной оконечности города, дом Философовых, поскольку это «самый замечательный в Плесе», в котором жил Левитан.  Он пишет: «Дом этот очень красив. Выстроен он в Екатерининском стиле, украшен виньетками, заставками и резьбой. Полуразрушен».  О том, что этот прекрасный дом разрушается, с тревогой пишет Г. К. Лукомский в статье «История вандализма в России»  еще в 1915 году.  Дальнейшая судьба этого лучшего в Плесе дома — дома Философовых — печальна. В период выборной компании 1928 года в наказы избирателей записывается о «получении средств для ремонта зимнего театра путем ликвидации дома Философовых». И 24 октября 1929 года принимается соответствующее постановление местных властей. Прекрасные крепкие стены были варварски разбиты, но куски старинного кирпича оказались мало пригодны для нового строительства. Таким образом, старинный дом Философовых, где жил художник, посещая Плёс,  не сохранился.Сейчас о существовании этого здания с западной стороны от центра города напоминает лишь небольшая липовая аллея на берегу Волги.    
25 августа 1972 года на берегу Волги, в  доме-близнеце, принадлежащем до революции  купцу Солодовникову, открылся музей. В 1974 году рядом с музеем был установлен памятник Левитану работы скульптора Николая Дыдыкина. В музее находятся подлинные картины Исаака Левитана, Василия Поленова, Алексея Саврасова, Ивана Шишкина, Алексея Степанова, Софьи Кувшинниковой и других художников, мемориальные комнаты. 
В 1980 году было принято постановление Совета Министров РСФСР о создании Плёсского Государственного историко-архитектурного и художественного музея-заповедника.

## Экспозиция
Произведения И. И. Левитана из коллекции Плёсского музея-заповедника:
- «Волга» Является несколько изменённым вариантом картины Левитана «После дождя. Плёс» ГТГ. 1888-90. Холст, масло. 35 x 57.
- «Закат на Волге» 1887-89. Бумага, масло. 9,8 x 16,6.
- «Лес» к. XIX в. Холст на картоне, масло. 38 x 30.
- «Корова» К. XIX в. Бумага на картоне, масло. 11 x 19.
- «Крымский пейзаж» 1887. Холст, масло. 73 x 97.
- «Овраг с забором». Картон, масло. 18,8 x 32 (утеряна)
- «Озеро» 1893. Холст, масло. 45 x 58
- «Озеро в лесу», Бумага, картон, масло. 68 x 86
- «Полустанок» 1880-е г. Холст на картоне, масло. 21 x 25. (утеряна)
- «Портрет Вороновой» 1890. Холст, масло. 46 x 36.
- «Портрет С. П. Кувшинниковой» 1894. Бумага, пастель. 46,5 x 42.
- «Речная заводь.(Прудик)» XIX в. Бумага на картоне, масло. 19,5 x 30. (утеряна)
- «Розы» 1894. Картон, масло. 25 x 33,5. (утеряна)
- «Сельское кладбище» 1880-е г. Холст, уголь. 40 x 70.
- «Ствол дуба ранним летом». Картон, масло. 16,5 x 10,5.
- «Тихая речка» 1899. Холст на картоне, масло. 16,6 x 27. (утеряна)
- «Тростники и кувшинки» 1889. Холст, масло. 58 x 47.
- «Цветущие яблони». Холст, масло. 36 x 48.

В 2014 году пять картин из музея украли. Несмотря на предупреждения правоохранителей, администрация музея так и не озаботилась установкой решеток на окна.